# Georges Seurat
Georges-Pierre Seurat [ʒɔʁʒ pjɛʁ sø'ʁa], född 2 december 1859 i Paris i Frankrike, död 29 mars 1891 i Paris, var en fransk målare, neoimpressionismens upphovsman.

## Biografi
Seurat utbildade sig i Paris och engagerades tidigt av Jean Auguste Dominique Ingres kompositionsprinciper och av Eugéne Delacroix texter om färgen. Han arbetade gärna med svartkrita i studier av ljusets inverkan på formen; dessa ofta stillsamt suggestiva studier blev en viktig del av hans konstnärskap. Seurat lärde av bland annat impressionismen, men tog för sin färgkonst en systematisk utgångspunkt i fysikens optiska färglära. 
I början av 1880-talet började han i sitt måleri att dela upp färgen i små avgränsade klickar av ren färg (divisionism), vilka på något avstånd tenderade att samverka till sammansatta färger. Snart gav Seurat färgfläckarna en nästan cirkelrund form (pointillism). I en rad mycket genomkomponerade stora målningar, bland andra En söndagseftermiddag på ön La Grande Jatte (1884–1886), utvecklade han sin stil med en för tiden ny färgintensitet och dekorativ helhetsverkan. Seurats konst blev en av de viktiga utgångspunkterna för det modernistiska måleriets framväxt 1900–1905.
Seurat insjuknade, troligtvis i difteri, och avled hastigt 1891,  31 år gammal. Strax därefter dog hans son i samma sjukdom. Seurats flickvän, Madeleine Knobloch som han porträtterat i Ung kvinna som pudrar sig (1889–1890), var då gravid med deras andra son som också dog kort efter födseln.

## Utmärkelser
Asteroiden 6678 Seurat är uppkallad efter honom.

## Seurat i populärkulturen
Kompositören Stephen Sondheim skrev 1984 en musikal, Sunday in the Park with George, delvis baserad på Seurat och skapandet av dennes tavla En söndagseftermiddag på ön La Grande Jatte. Uruppsättningen på Broadway hade exempelvis Mandy Patinkin och Bernadette Peters i huvudrollerna.

## Exempel på målningar

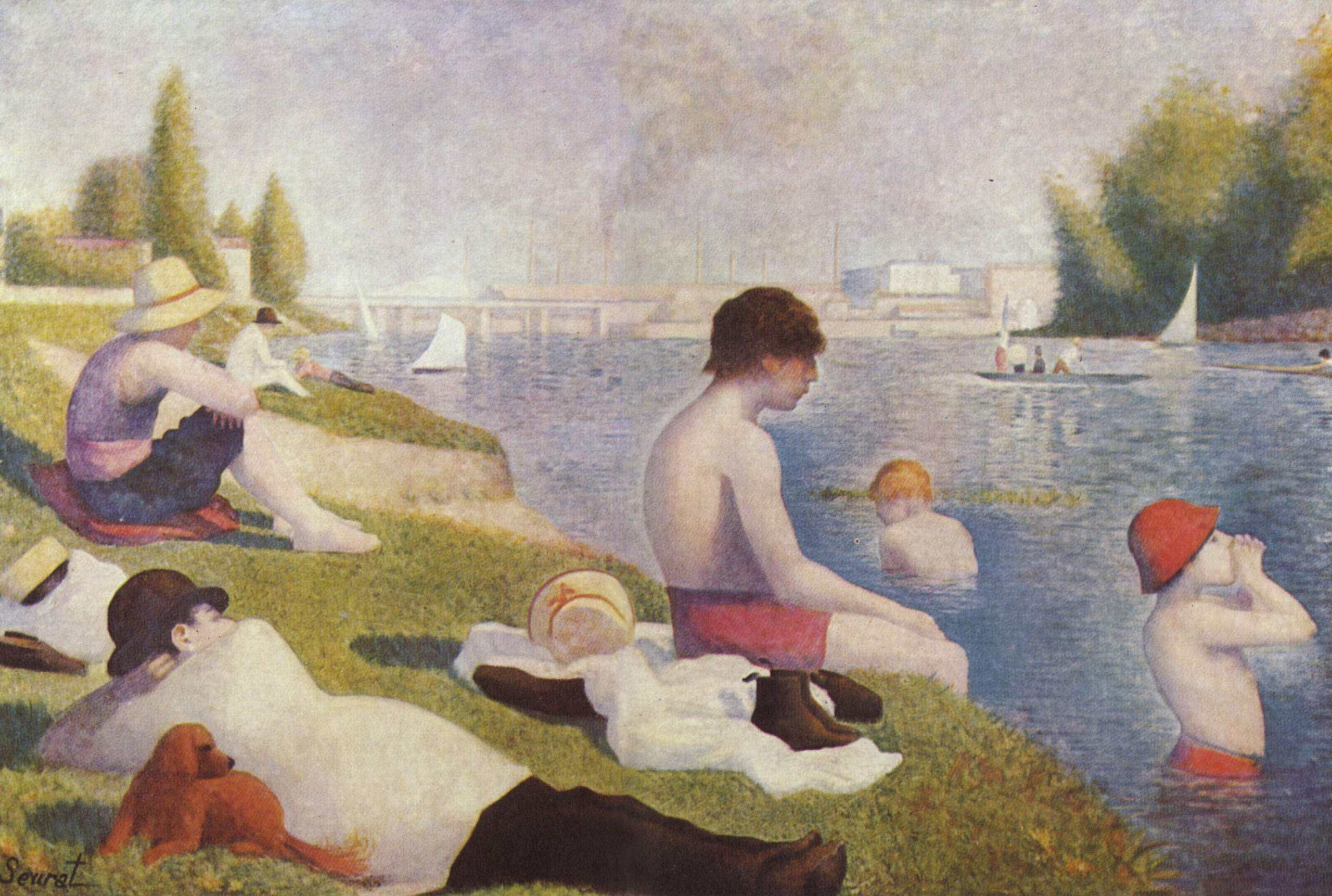
Badarna i Asnières (1883–1884)
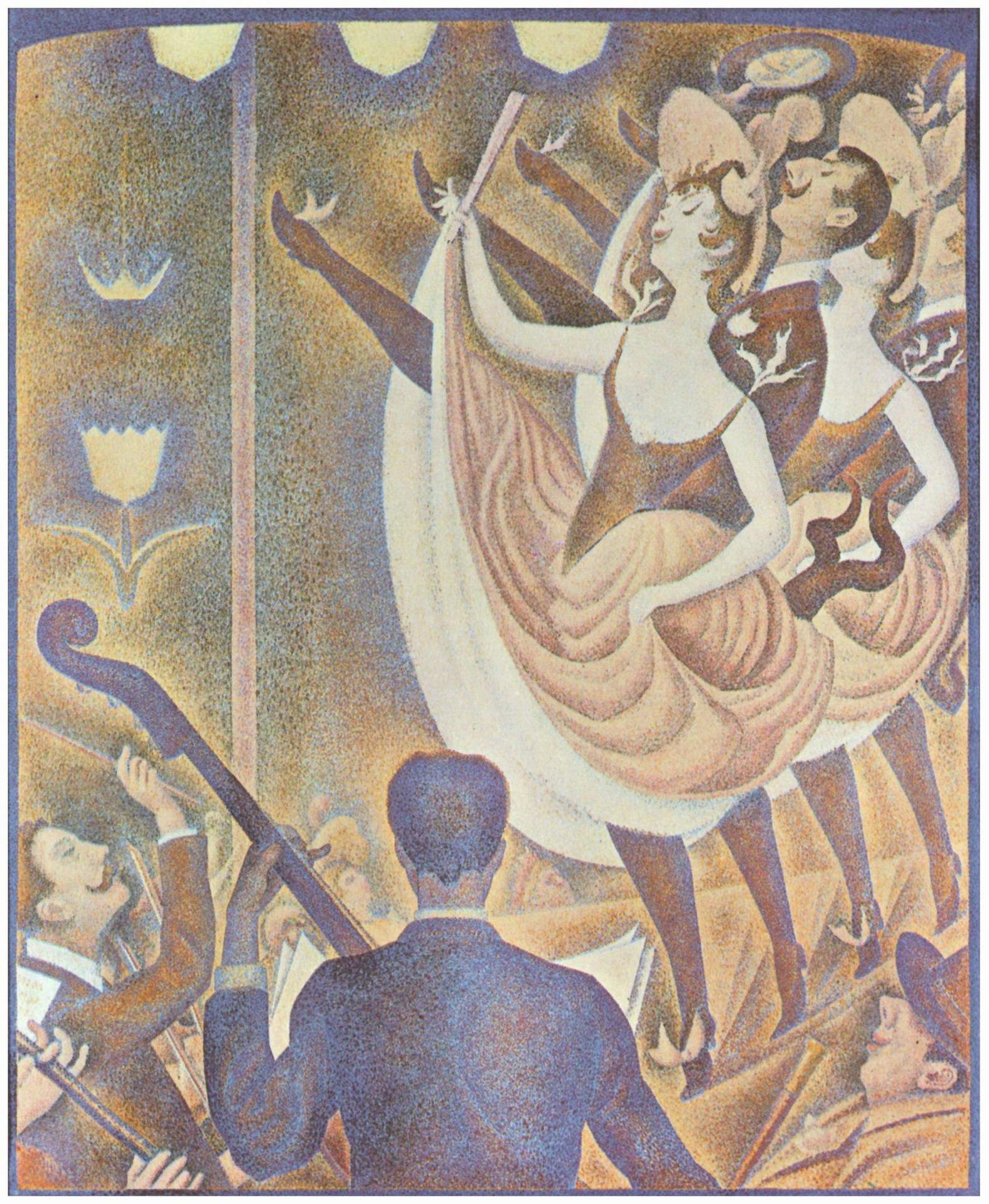
Le Chahut (Can-can) (1889–1890)
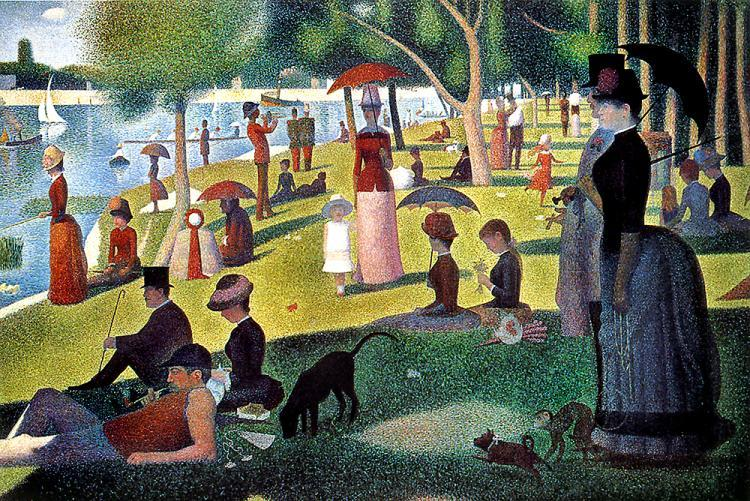
En söndagseftermiddag på ön La Grande Jatte (1884)
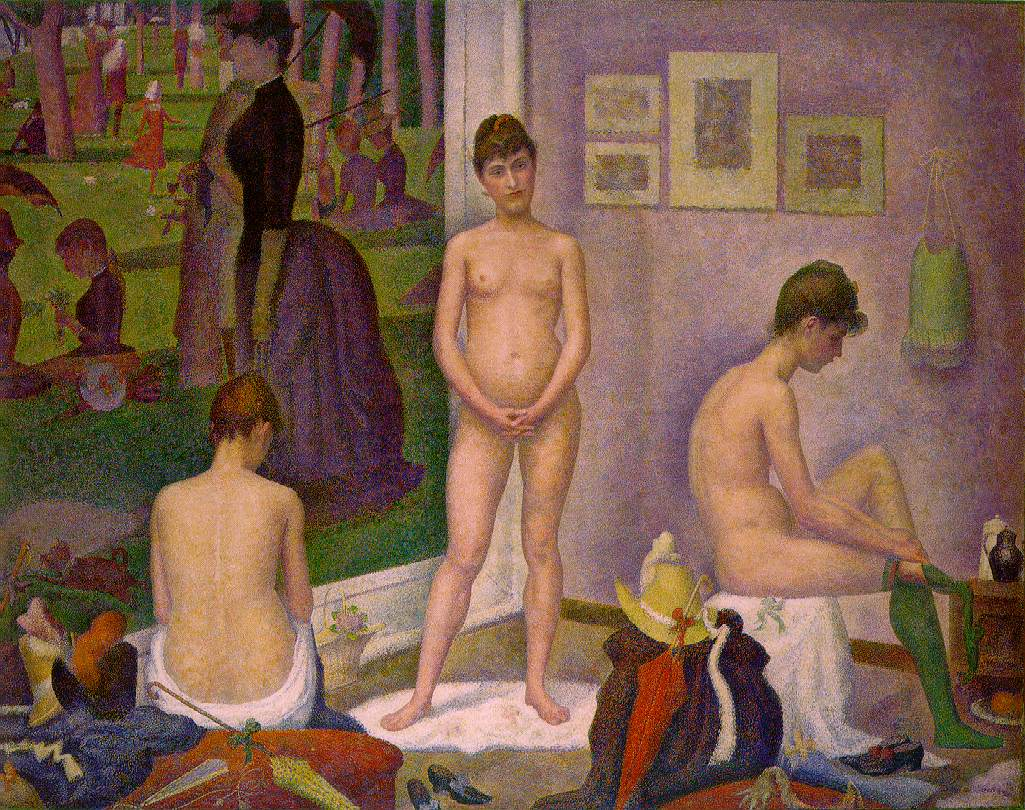
Modeller (1888)